# Héctor de Miguel Martín
Héctor de Miguel Martín   (Salamanca, 6 de gener de 1977), també conegut com Quequé, és un humorista espanyol.

## Trajectòria
Va començar a ser conegut el 1998 després de guanyar la fase local de l'Imaginarock, amb només tres cançons. Poc després va presentar el seu espectacle Directamente. A la ràdio va començar col·laborant al programa de Cadena 100 a Salamanca A media tarde  i, posteriorment, va presentar i dirigir Puerto latino a Cadena Dial.
Pel que fa a la televisió, va començar a la cadena local de Salamanca col·laborant al programa En escena per a fer el salt a la televisió estatal amb el segon certamen de monòlegs d'El club de la comedia, que va aconseguir guanyar. A partir de llavors ha fet espectacles de teatre sobre monòlegs i col·laboracions a la televisió com ara La noche con Fuentes y cía a Telecinco (2002-2005).
Posteriorment, i durant tres anys (2005-2008), va realitzar una secció al programa Noche Hache a Cuatro anomenada «La guerra de los medios», on analitzava les notícies aparegudes en diversos mitjans de comunicació sobre l'actualitat política. Fins al 2009 i durant tres anys, va escriure cada dissabte un article d'opinió al diari El adelanto de Salamanca, des del qual oferia cíniques i agudes observacions sobre l'esdevenir setmanal, que també es publicaven al seu blog Demablogia.com.
A la seva terra natal, organitza i presenta anualment les actuacions del cicle Humor a la española. A més, urant set anys va presentar l'espectacle Aún quiero ser cantautor.
Del 2009 al 2013 va participar al programa Abierto hasta las 2 de Ràdio Nacional d'Espanya amb diverses seccions. Al gener de 2010 va estrenar l'espectacle d'humor i música Uno y trino, acompanyat pel guitarrista Raúl Martín.
Al juliol de 2010 va col·laborar amb la Unió Esportiva Salamanca en la creació del vídeo de captació de socis per a la temporada 2010-2011 al costat de Jorge D'Alessandro i Kike López a la plaça Major de Salamanca. També ha compost i interpretat la cançó «Llámame demente», dedicada al Club Baloncesto Estudiantes.
A la temporada 2010/2011 va presentar, juntament amb Manuel Campo Vidal, el programa Los anuncios de tu vida a TVE1. Alhora, va protagonitzar l'espectacle Te ríes de los nervios al costat de Javier Coronas, David Broncano i Dani Rovira. Tots ells s'havien conegut al programa Estas no son las noticias. Durant el 2011 i el 2012, va celebrar els seus deu anys de carrera l'espectacle Antolojeta. El 2012, va participar al curtmetratge La raya que me raya, d'Isabel de Ocampo.
El 15 de desembre de 2014 va estrenar a Comedy Central el programa humoristicomusical La lista tonta. El mateix any va començar a participar al programa de ràdio La vida moderna de Cadena SER al costat dels còmics David Broncano i Ignatius Farray. Posteriorment tots tres van representar l'espectacle titulat La vida moderna live show de gira per diversos teatres. Al juny de 2022 es va emetre el darrer programa de La vida moderna així com l'últim bolo del xou. Durant els estius de 2017 i 2018 va presentar amb Valeria Ros a la Cadena SER el programa La lengua moderna i, posteriorment, va realitza dos especials la nit de Nadal i la nit de cap d'any.
Des d'octubre del 2021 dirigeix i presenta a la Cadena Ser l'informatiu satíric Hora veintipico, que en la seva primera temporada va aconseguir 60.000 subscriptors a YouTube.
Al març de 2023 va ser condemnat per l'Audiència Provincial de Madrid al pagament de 41.800 euros, més les costes, pel delicte de vulneració al dret a l'honor del periodista Alfonso Rojo. A la mateixa condemna va ser obligat a publicar aquesta sentència a les seves xarxes socials, i per a que tingués menor visibilitat la va publicar a les cinc de la matinada i posant el compte en mode privat. El juliol de 2024 va ser protagonista d'unes polèmiques declaracions en què instava a enderrocar la creu del Valle de los Caídos amb dinamita i a escampar les restes de la runa per les portes de les esglésies, per la qual cosa la Fundació Espanyola d'Advocats Cristians li va interposar una querella.